# Bent Rasmussen
Bent Rasmussen (ur. 13 lipca 1957 w Herning) – duński żużlowiec.

## Życiorys
Brązowy medalista indywidualnych mistrzostw Danii (Fjelsted 1980). Reprezentant Danii w finale interkontynentalnym drużynowych mistrzostw świata (Eskilstuna 1979). Wielokrotny uczestnik eliminacji indywidualnych mistrzostw świata (najlepszy wynik: Londyn 1980 – XVI miejsce w finale interkontynentalnym).
W lidze brytyjskiej reprezentował barwy klubów z Hackney (1977–1978), King’s Lynn (1978–1980) oraz Cradley (1981).